# Geitungen fyr
Geitungen fyr är en fyr på en liten ö söder om Skudeneshamn på Karmøy i Rogaland fylke i Norge. Den byggdes för att säkra inseglingen till Boknafjorden och tändes första gången den 1 juli 1924.
Det 11 meter höga åttkantiga tornet av betong är vitmålat och har en röd lanternin på toppen. Fyren är hopbyggd med två maskinbyggnader med välvt tak. Fyrlyktan är försedd med en fresnellins av andra storleken och visar intermittent rött, grönt och vitt sken.

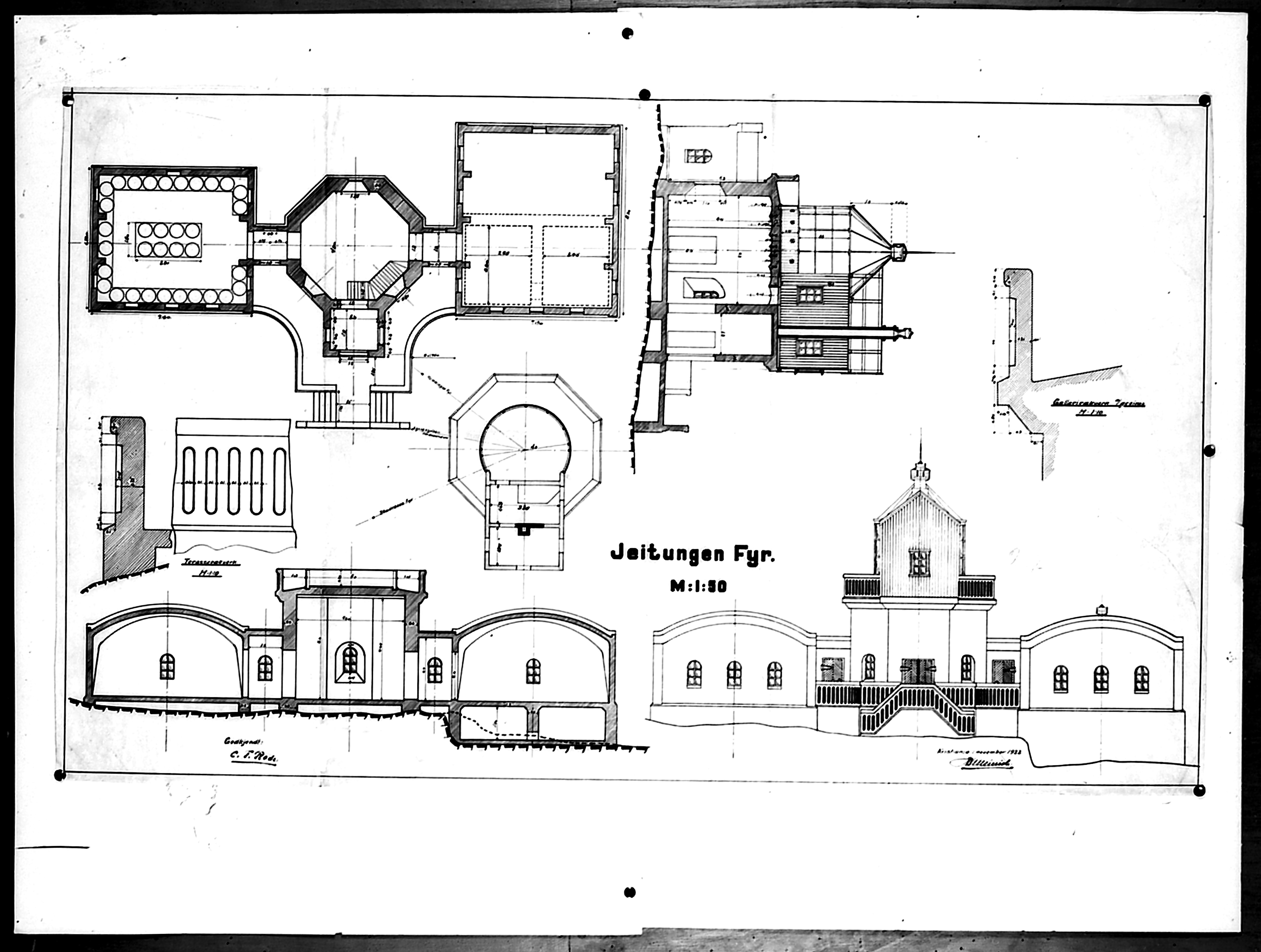
Byggnadsritning.

Fyrplatsen ritades av ingenjör Jørgen M. Meinich i fyrvesenet och mistluren i tornet, en diafon, var Norges kraftigaste på den tiden. En radiofyr installerades år 1945. Fyren elektrifierades år 1958 och automatiserades år 1987. Den avbemannades år 1994 då även mistluren släcktes.
Fyrvaktarbostaden, som ligger nedanför fyren, har renoverats och hyrs ut av Haugesund turistforening om sommaren.
Fyrplatsen är nästan helt bevarad och ett viktigt exempel på betongarkitektur. Byggnaderna kulturskyddades i mars 1999 och området runt fyren i december 2017.